# حسین‌آباد (ماهیدشت)
حسین‌آباد یک منطقهٔ مسکونی در ایران است که در دهستان چقانرگس واقع شده‌است. حسین‌آباد ۷۱ نفر جمعیت دارد.